# Die Abenteuer des Robin Hood
Die Abenteuer des Robin Hood ist das dritte Brettspiel von Michael Menzel, das im März 2021 veröffentlicht wurde. Wie zuvor bei dem Spiel Die Legenden von Andor und der eigenständigen Erweiterung Die letzte Hoffnung übernahm Michael Menzel die Illustration.

## Thema und Ausstattung
Die Spieler erleben als Geächtete (Robin Hood, Maid Marian, Little John und Will Scarlet) jeweils sieben der neun verschiedenen Abenteuer. Dabei suchen sie den Spielplan zum Beispiel nach einem Schwert ab oder helfen einem Dorfbewohner zu verschwinden. Von jedem Geächteten gibt es fünf Figuren, sowie drei Figuren zum Guy von Gisborne, einen Raben, einen Minnesänger und die graue Figur Will Scarlets. Des Weiteren gibt es 10 Holzscheiben und 130 Holzwürfel, einen Pfeil und einen Stoffbeutel. Eine Besonderheit bildet der felderlose Spielplan, welcher aus acht Teilen zusammengepuzzelt werden kann und das Hardcover-Buch, welches die Geschichte erzählt.

### Besonderheiten

#### Der felderlose Spielplan
Obwohl der Spielplan fast ohne Felder (das Hoffnungsbanner (eine schmale Skala am unteren Rand des Spielplans) enthält Felder) auskommt, gibt es einzelne, festgelegte Abschnitte auf dem Spielplan und Mechanismen, die die Bewegung der Figuren regeln. Bestimmte Illustrationen auf dem Spielplan können, ähnlich einem Adventskalender, aus dem Plan genommen oder umgedreht werden, sodass andere Illustrationen zu sehen sind. Dies kann zum einen dadurch geschehen, dass die Standfigur eines Spielers ein Plättchen oder eine Vertiefung mit einem Fragezeichen berührt und dieser sich dazu entschließt, dieses Plättchen zu erkunden, zum anderen dadurch, dass das Buch dies zu einem Zeitpunkt verlangt.

#### Das Hardcover-Buch
Das Hardcover-Buch bildet als Spielbuch einen essenziellen Teil des Spiels: Es legt fest, welche Spielvorbereitungen getroffen werden sollen, wie die Geschichte weitergeht, welche Informationen die Spieler erhalten, führt neue Regeln ein und entscheidet über Niederlage oder Sieg.

## Spielprinzip

### Vorbereitung
Die genaue Vorbereitung des Spielplans wird durch das Buch für jedes Abenteuer einzeln vorgeschrieben, dennoch gibt es einige wiederkehrende Grundvorbereitungen:
- Zu Beginn des Spiels wird der achtteilige, felderlose Spielplan zusammengepuzzelt beziehungsweise Holzgegenstände aus einer vorherigen Partie zurück in den Vorrat gelegt. Plättchen, die nur ein Stern oder Mond enthalten, werden so gewendet, dass kein Stern oder Mond zu sehen ist und der Beutel (in dem sich Holzgegenstände und Siegel befinden) neben dem Spielplan ausgeleert.
- Jeder Spieler wählt einen Geächteten. Dabei wird durch das Buch teilweise festgelegt, dass bestimmte Geächtete in dem jeweiligen Abenteuer auf jeden Fall mitspielen müssen. So zum Beispiel muss in fast allen Abenteuern ein Spieler Robin Hood spielen. Anschließend folgen Anweisungen spezifisch für das jeweilige Abenteuer und neue Regeln für dieses oder alle folgenden Abenteuer. So zum Beispiel wird festgelegt,
  - welche Ausrüstung die Geächteten zu Beginn einer Partie haben (meist ein Fell und einen Bogen)
  - welche Scheiben in den Beutel geworfen werden (meist eine Scheibe, für jeden der am Spiel beteiligten Geächteten (blau, gelb, grün und türkis), eine graue, eine rote, eine violette und eine weiße Scheibe)
  - welche Würfel in den Beutel geworfen werden (meist sechs Violette und ein Weißer pro Spieler)
  - wie viele Sanduhren auf das Böse Ende gestapelt werden
  - auf welches Feld des Hoffnungsbanners der Minnesänger gestellt werden muss
  - welche Siegel und Scheiben in die Siegelvertiefungen (am oberen Rand des Spielplans) gelegt werden
  - welche Plättchen zu Beginn auf- und zugedeckt sind
  - … und wo die Geächteten starten (meist wird dies zufällig durch die vier verschiedenfarbigen Löwensiegel beziehungsweise Adlersiegel festgelegt).

#### Wappen
In jedem Abenteuer, mit Ausnahme des ersten Abenteuers, gibt es die Möglichkeit, ein Abenteuer in zwei verschiedenen Weisen zu spielen. Beim ersten Spielen eines Abenteuers wird die erste Variante verwendet. Dann wird immer der Abschnitt, der im Buch mit „I“ markiert ist, gespielt. Dies wird mit dem Wappen markiert. Um den Wiederspielreiz beim Verlieren der ersten Variante zu erhöhen, werden das Wappen gewendet und Abschnitte mit „II“ vorgelesen. Diese erzählen eine leicht andere Geschichte und fordern die Geächteten auf leicht andere Weise.

### Spielzug
Jeder Spielzug folgt dem gleichen Schema:
1. Reihum zieht ein Spieler eine Scheibe aus dem Beutel. Anschließend legt er sie auf das Mühlrad. Die entsprechende Aktion (zum Beispiel „Dunkle Ereignisse“ „Rot“) wird ausgeführt. Wenn grün, gelb, blau, türkis, weiß oder grau gezogen wurden, folgen die weiteren Punkte:
2. Bewegen[14]
3. Kräfte sparen[15]
4. Eine von drei Aktionen ausführen
a. Ein Plättchen mit einem Fragezeichen erkunden:
Wenn ein Geächteter ein Feld mit einem Fragezeichen berührt, kann er es erkunden. Dazu liest ein Mitspieler die entsprechende Seite im Hardcover-Buch vor.[16] Bei Feldern, auf denen keine Personen abgebildet sind, erhält er fast immer einen Gegenstand. Bei den Händlern (100, 120 und 310) kann der Spieler vorwiegend nach einer oder mehreren unterschiedlichen zum Gewinnen wichtigen Informationen fragen oder bei dem Händler einen Gegenstand, der bereits im Besitz des Spielers ist, gegen einen des unteren Gegenständepergaments tauschen. Felder, auf denen andere Personen abgebildet sind, können meistens ebenfalls nach Informationen oder Unterstützung gefragt werden. Durch Unterstützung wird einem überwiegend ein Gegenstand geschenkt, manchmal kann man auch auf ein anderes, weit entferntes Feld gestellt werden oder weiße Würfel in den Beutel werfen.[9]
b. Einen Gegner überwältigen:
Wenn ein Geächteter einen Bogen besitzt und der Gegner eine Wache ist oder das Feld eines Gegners berührt, kann er versuchen, den Gegner zu überwältigen. Dazu zieht er bis zu drei Würfel (pro Schwert einen Würfel, wenn er Bruder Tuck spielt und Kräfte gespart hat einen Würfel und pro Axt zwei Würfel mehr) aus dem Beutel. Für eine Wache und einen Adligen reicht ein weißer Würfel aus; für Nordmänner, Kutschen und bestimmte Sondergegner müssen zwei weiße Würfel gezogen werden. Die gezogenen Würfel werden in den Vorrat zurückgelegt. Sollte ein roter Würfel gezogen werden, bewegt sich der Sheriff von Nottingham in Richtung Bruder Tuck. Falls das Überwältigen erfolgreich war, wird der Gegner umgedreht und die entsprechende Belohnung wird verteilt.[16] Bei Wachen, Nordmännern und Adligen werden eine Sanduhr auf die umgedrehten Plättchen gelegt. Bis die Sanduhren entfernt wurden, werden Wachen, Nordmänner und die Adligen nicht mehr aufgedeckt.
c. Mit einem Mitspieler Gegenstände tauschen:
Wenn die Standfiguren zweier Mitspieler sich berühren, können sie Gegenstände untereinander tauschen. Dazu werden die entsprechenden Würfel auf den drei Gegenstandspergamenten ausgetauscht.[16]

#### Bewegung
Wenn seine Farbe gezogen wurde, darf ein Spieler sich bewegen. Im Spiel gibt es von jedem Geächteten 5 verschiedene Figuren. Wenn ein Spieler seinen Geächteten von A nach B bewegen möchte, setzt er an seine erste stehende Figur bis zu zwei (auch keine) längere, sich bewegende Figuren und/oder eine laufende, noch längere, Figur. Anschließend setzt der Spieler seine zweite stehende Figur an. Dabei müssen die Spieler darauf achten, dass sie die Figuren nicht über die Illustrationen (Bäume, Häuser, Flüsse, Menschen, Gegenstände etc.) bewegen. Der Geächtete Will Scarlett besitzt zusätzlich noch eine weitere graue laufende Figur.

##### Kräfte sparen
Immer, wenn ein Geächteter seine Bewegung verfallen lässt, er nur seine andere Standfigur an die erste ansetzt oder er bis zu zwei kurze, sich bewegende Figuren verwendet, darf er Kräfte sparen. Dazu wirft er einen weißen Würfel in den Stoffbeutel. Sollte Little John seine Kräfte gespart haben, darf er in diesem Zug beim Überwältigen einen Würfel mehr aus dem Beutel ziehen. Maid Marian darf beim Kräfte sparen, statt einen Würfel in den Beutel zu werfen, auch ihren Raben auf eine aufgedeckte Wache setzen. Sollte diese Wache einen Geächteten gefangen nehmen können, wird stattdessen der Rabe entfernt und der Geächtete nicht gefangen genommen.

#### „Dunkle Ereignisse“

##### Rot
Sollte die rote Scheibe aus dem Beutel gezogen werden, ändert sich der Verlauf dieses Spielzugs:
1. Alle Kutschen werden wieder verdeckt. Für jede verdeckte Kutsche, wird ein Kutschenplättchen in der Burg aufgedeckt.
2. Die Hoffnung sinkt pro Spieler um eins: Der Minnesänger wird pro Spieler ein Feld nach links in Richtung null auf dem Hoffnungsbanner bewegt. Übrige Schritte verfallen.
3. Ein Siegel wird aus dem Beutel gezogen, in die Siegelvertiefung gelegt und ausgeführt. Dadurch können die Hoffnung um weitere Schritte sinken, Wachen, Nordmänner und Adlige auf- und zugedeckt und Kutschen aufgedeckt werden.
4. Die Wachen und Nordmänner nehmen die Geächteten gefangen, wenn sie auf einer von dieser Wache beziehungsweise diesem Nordmann kontrollierten Lichtung stehen. Die Geächteten können sich, sobald sie wieder dran sind, nach den üblichen Regeln des Überwältigens, wieder befreien.
5. Sanduhren werden von überwältigten Wachen, Nordmännern und Adligen und eine vom bösen Ende entfernt.
6. Eine weitere Sanduhr wird vom bösen Ende entfernt, sollte der Minnesänger auf Feld null des Hoffnungsbanners stehen. Sollten nun keine Sanduhren mehr auf dem bösen Ende liegen, haben die Spieler verloren und es wird die auf dem Bösen Ende angegebene Seite vorgelesen.[17]

##### Violett
Sollte die violette Scheibe aus dem Beutel gezogen werden, ändert sich der Verlauf dieses Spielzugs:
1. Pro Spieler wird ein violetter Würfel in den Beutel geworfen.
2. In der Erweiterung „Bruder Tuck in Gefahr“ wird pro Spieler ein roter Würfel in den Beutel geworfen.
3. Guy von Gisbourne bewegt sich:
  1. Die violette Figur „Guy von Gisbourne“ wird nach der üblichen Bewegungsregel in Richtung des, von seiner Position aus, dichtesten Geächteten bewegt. Geächtete, die sich auf einer der Baumbrücken oder im Heuwagen befinden oder mit Hut und Umhang ausgestattet sind, werden ignoriert.
  2. Sollte Guy of Gisbourne während der Bewegung die Figur eines Geächteten berühren, verliert der Geächtete bis zum Rest des Abenteuers eine seiner Lauffiguren. Sollte er keine mehr besitzen, scheidet er aus.[18] Sollte dadurch kein Geächteter mehr am Spiel teilnehmen können, haben die Spieler verloren und es wird die auf dem Bösen Ende abgegebene Seite vorgelesen.

### „+ Modus“
Um einen höheren Wiederspielreiz zu erreichen und gleichzeitig die Schwierigkeit zu erhöhen, wurde der sogenannte „+ Modus“ entworfen. Mit ihm ändern sich ein paar grundlegende Spielregeln: Das Wappen ist im +Modus zu Spielbeginn immer auf die erste Variante gewendet, unabhängig davon, ob man das Abenteuer schon einmal im + Modus versucht und verloren hat. Jedes Mal, wenn ein Gegner überwältigt wird, wird nach dem Erhalt der Belohnung ein „Steckbrief Symbol“ ausgeführt. Diese Symbole haben ausschließlich negative Auswirkungen. Manche dieser Symbole können dazu führen, dass sich mitten im Spiel das Wappen wendet, sodass in der anderen Variante weitergespielt wird. Um zu vermeiden, dass Abschnitte gelesen werden, die einander widersprechen und die Aufgaben somit unmöglich werden, werden im Buch Abschnitte, die mit „+“ markiert sind, zusätzlich oder anstatt der jeweiligen zum Wappen passenden Variante gelesen.
In Erweiterungen und Fanerweiterungen ist es nicht möglich den +Modus zu spielen.

## Von offizieller Seite erschienene Erweiterungen

### Offizielle Erweiterungen
| Erweiterungen                                   | Verfügbarkeit | Verfügbarkeit                                                                                         | Verfügbarkeit                                     | Verfügbarkeit                            |
| Erweiterungen                                   | Promoaktionen | online                                                                                                | Erste Erweiterung Die erste Abenteuer-Erweiterung | Zweite Erweiterung Bruder Tuck in Gefahr |
| ----------------------------------------------- | --- | --- | ------------------------------------------------- | ---------------------------------------- |
| 1. Mini-Erweiterung Größere Herausforderung     | – | Februar 2021                                                                                          | –                                                 | –                                        |
| 2. Mini-Erweiterung Licht und Schatten          | 11. Februar 2022 (Kosmos Prospekt)                                                                                                   | 21. März 2023                                                                                         | –                                                 | –                                        |
| 3. Mini-Erweiterung Die Verstärkung             | 7. Oktober 2023 | – | –                                                 | –                                        |
| 1. Soloabenteuer Der Löwe im Wind               | – | März 2021                                                                                             | –                                                 | –                                        |
| 2. Soloabenteuer Das gestohlene Kreuz           | – | März 2021                                                                                             | –                                                 | –                                        |
| 3. Soloabenteuer Feuer und Wasser               | – | März 2021                                                                                             | –                                                 | –                                        |
| 1. Bonusabenteuer Die Tochter des Ketzers       | 29. März 2021 (Die Taverne von Andor); 6. Dezember 2022 (Facebook); auch immer wieder als „Bundle“ mit dem Grundspiel im Kosmos-Shop | März 2021                                                                                             | Herbst 2021                                       | –                                        |
| 2. Bonusabenteuer Die Gesandte der Königsmutter | – | Mai 2021 (kurz nach dem Erscheinen der ersten Erweiterung nicht mehr von der Hauptseite verlinkt)     | Herbst 2021                                       | –                                        |
| 3. Bonusabenteuer Die Intrige                   | – | Oktober 2021 (kurz nach dem Erscheinen der ersten Erweiterung nicht mehr von der Hauptseite verlinkt) | Herbst 2021                                       | –                                        |
| 10. Abenteuer Die Abreise                       | – | – | –                                                 | Oktober 2022                             |
| 11. Abenteuer Die Krone Englands                | – | – | –                                                 | Oktober 2022                             |
| 12. Abenteuer Die Falle schnappt zu             | – | – | –                                                 | Oktober 2022                             |
| 13. Abenteuer Der Mord                          | – | – | –                                                 | Oktober 2022                             |

### Auf der offiziellen Seite veröffentlichte Fanerweiterungen
| Erweiterungen                                                                        | veröffentlicht  |
| ------------------------------------------------------------------------------------ | --------------- |
| Das erste Fan-Abenteuer (Der Fluch des Waldes Teil 1 – Der Anfang vom Ende)          | Juni 2021       |
| Das zweite Fan-Abenteuer (Der Fluch des Waldes Teil 2 – Die Suche nach der Wahrheit) | September 2021  |
| Das dritte Fan-Abenteuer (Der Fluch des Waldes Teil 3 – Die letzte Chance)           | 8. Februar 2022 |
| Das vierte Fan-Abenteuer (Der Fluch des Waldes Teil 4 – Eine gemeine Falle?)         | September 2022  |

## Auszeichnungen
- Spiel des Jahres 2021: Nominierung
- Deutscher Spielepreis 2021: Platz 3
- Swiss Gamers Award 2021: Platz 3
- Niederländischer Spielepreis 2022: Nominierung

## Übersetzungen
- Englisch: The Adventures of Robin Hood (Thames & Kosmos)[1]
- Spanisch: Las Aventuras de Robin Hood (Devir)[2]
- Russisch: Приключения Робина Гуда (Zvezda)[3]
- Polnisch: Przygody Robin Hooda (Galakta)[4]
- Italienisch: Le Avventure di Robin Hood (Giochi Uniti)[5]
- Französisch: Les Aventures de Robin des Bois (IELLO)[6]
- Niederländisch: De Avonturen van Robin Hood (999 Games)[7]
- Tschechisch: Robin Hood a jeho dobrodružství (Albi)[8]